# Köllmichen

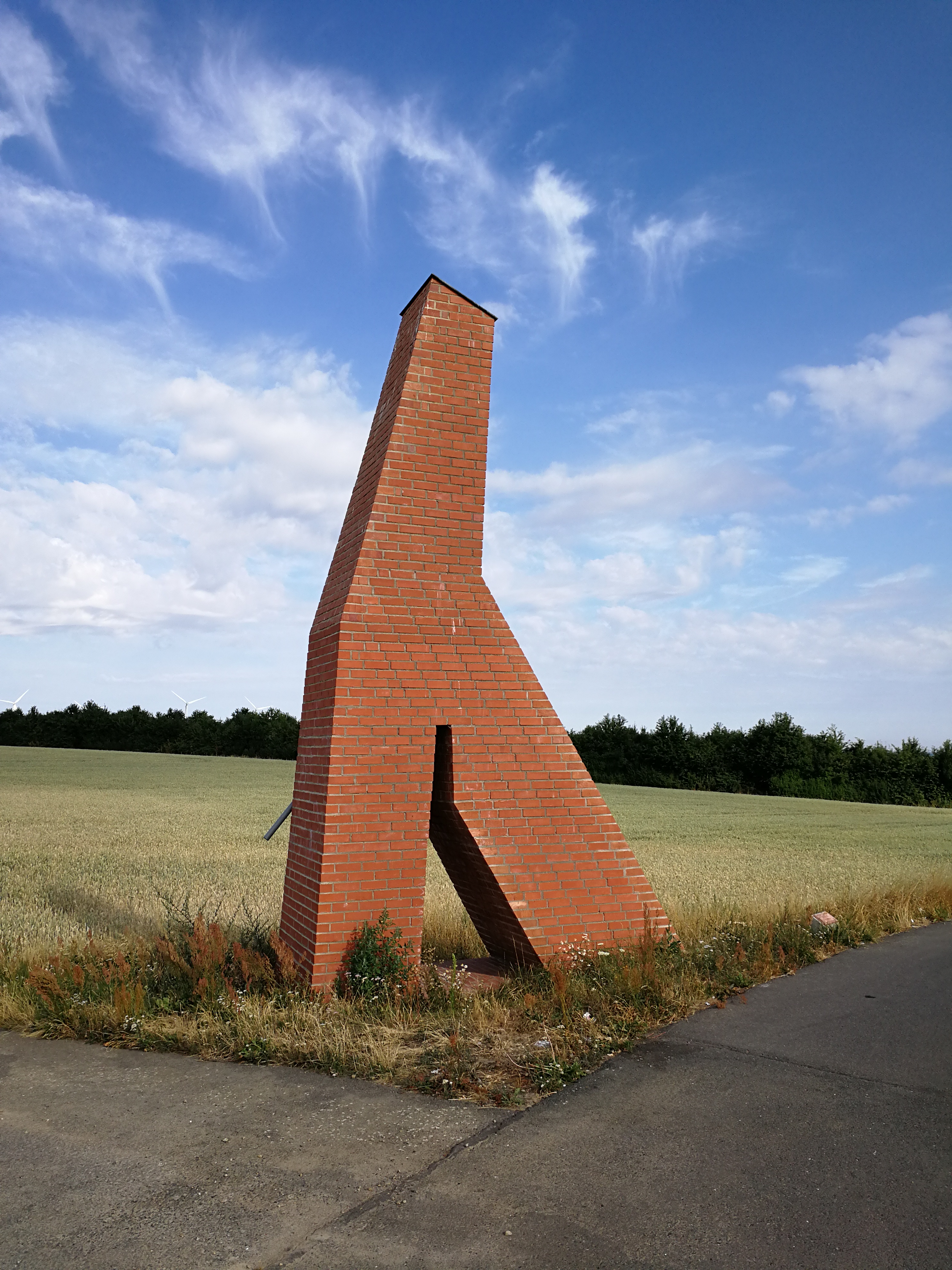
Ziegelplastik Schwerer Schritt

Köllmichen ist ein Dorf im Landkreis Leipzig in Sachsen. Politisch gehört der Ort seit 2012 zu Grimma. Er liegt an der Kreisstraße 8332 zwischen Mutzschen und Nauberg.
Urkundlich wurde Köllmichen 1354 das erste Mal als „Köllmicheyn“ genannt. Weitere Nennungen waren:
- 1378: Kolmechen (RDMM 236)
- 1421: Colmichin
- 1529: Kolmen
- 1600: Kölbichen
- 1791: Kllmichen
- 1875: Köllmichen (Cöllmchen)

1858 wurde Merschwitz nach Köllmichen eingemeindet. Am 1. Januar 1952 wurde Köllmichen nach Prösitz eingemeindet, Prösitz am 1. Januar 1993 wiederum nach Mutzschen. Mit Eingemeindung von Mutzschen nach Grimma am 1. Januar 2012, ist Köllmichen seither ein Gemeindeteil von Letzterem.

## Entwicklung der Einwohnerzahl
| Jahr    | Einwohnerzahl                          |
| ------- | -------------------------------------- |
| 1548/51 | 3 besessene Mann, 7 Inwohner, 11 Hufen |
| 1764    | 5 besessene Mann, 13 1⁄2 Hufen         |
| 1834    | 66                                     |

| Jahr   | Einwohnerzahl |
| ------ | ------------- |
| 1871   | 75            |
| 1890 1 | 81            |
| 1910 1 | 108           |

| Jahr   | Einwohnerzahl |
| ------ | ------------- |
| 1925 1 | 99            |
| 1939 1 | 86            |
| 1946 1 | 125           |